# Art Acord
Artemus Ward Acord, meglio noto come Art Acord (Glenwood, 17 aprile 1890 – Chihuahua, 4 gennaio 1931), è stato un attore statunitense del cinema muto. Era soprannominato The Cowpuncher King.

## Biografia
Campione di rodeo, Croce di guerra al valore durante la prima guerra mondiale, lavorò per la Universal Pictures finché i suoi problemi con l'alcool non ne affossarono la popolarità costringendolo a trasferirsi in Messico, dove venne trovato morto ufficialmente suicida. Tuttavia gli amici di Acord sostennero l'ipotesi dell'assassinio politico da parte delle autorità messicane.
Prese parte ad oltre cento film.

## Premi e riconoscimenti
Per il suo contributo all'industria cinematografica, gli è stata dedicata una stella nella Hollywood Walk of Fame di Los Angeles al 1709 di Vine Street.

## Filmografia

### Attore
- Pride of the Range, regia di Francis Boggs - cortometraggio (1910)
- The Two Brothers, regia di D.W. Griffith - cortometraggio (1910)
- The Sergeant, regia di Francis Boggs - cortometraggio (1910)
- Range Pals, regia di Francis Boggs - cortometraggio (1911)
- The White Medicine Man, regia di Francis Boggs - cortometraggio (1911)
- Coals of Fire, regia di Hobart Bosworth - cortometraggio (1911)
- George Warrington's Escape, regia di Hobart Bosworth - cortometraggio (1911)
- War on the Plains, regia di Thomas H. Ince (1912)
- The Heart of an Indian, regia di Thomas H. Ince (1912)
- The Battle of the Red Men, regia di Thomas H. Ince (1912)
- The Lieutenant's Last Fight, regia di Thomas H. Ince (1912)
- The Outcast, regia di Thomas H. Ince (1912)
- A Soldier's Honor, regia di Thomas H. Ince (1912)
- On the Warpath, regia di Reginald Barker (1912)
- The Frontier Child, regia di Thomas H. Ince (1912)
- Custer's Last Fight, regia di Francis Ford (1912)
- The Invaders, regia di (non accreditati) Francis Ford e Thomas H. Ince (1912)
- The Claim Jumper, regia di Burton L. King (1913)
- The Squaw Man, regia di (non accreditati) Oscar Apfel e Cecil B. DeMille (1914)
- The Cherry Pickers, regia di Colin Campbell - cortometraggio (1914)
- Ready Money, regia di Oscar Apfel (1914)
- Buckshot John, regia di Hobart Bosworth (1915)
- When the Fiddler Came to Big Horn, regia di Bertram Bracken (1915)
- Pretty Mrs. Smith, regia di Hobart Bosworth (1915)
- The Cowboy's Sweetheart, regia di Bertram Bracken (1915)
- Nearly a Lady, regia di Hobart Bosworth (1915)
- A Cattle Queen's Romance, regia di Bertram Bracken (1915)
- 'Twas Ever Thus (1915)
- Man-Afraid-of-His-Wardrobe, regia di William Bertram (1915)
- Buck Parvin in the Movies, regia di Charles E. van Loan (1915)
- Buck's Lady Friend, regia di William Bertram (1915)
- Questa è la vita (This Is the Life), regia di William Bertram (1915)
- Film Tempo, regia di William Bertram (1915)
- Author! Author!, regia di William Bertram (1915)
- Water Stuff, regia di Wiilliam Bertram (1916)
- The Extra Man and the Milk-Fed Lion, regia di Wiilliam Bertram (1916)
- Margy of the Foothills, regia di William Bertram (1916)
- Curlew Corliss, regia di William Bertram (1916)
- Snow Stuff, regia di William Bertram (1916)
- Under Azure Skies, regia di William Bertram (1916)
- The Awakening, regia di William Bertram (1916)
- The Return regia di William Bertram (1916)
- With a Life at Stake, regia di William Bertram (1916)
- A Man's Friend, regia di William Bertram (1916)
- A Modern Knight, regia di William Bertram (1916)
- Sandy, Reformer, regia di William Bertram e Murdock MacQuarrie (1916)
- The Battle of Life, regia di James Vincent (1916)
- Heart and Soul, regia di J. Gordon Edwards (1917)
- The Show Down, regia di Lynn Reynolds (1917)
- Cleopatra, regia di J. Gordon Edwards (1917)
- Douglas e gli avvoltoi del Sud (Headin' South), regia di Allan Dwan e Arthur Rosson (1918)
- The Wild Westerner, regia di George Holt (1919)
- The Fighting Line, regia di B. Reeves Eason (1919)
- The Kid and the Cowboy, regia di B. Reeves Eason (1919)
- Western Nerve (1920)
- Vulture of the West (1920)
- The Fiddler of the Little Big Horn (1920)
- Ranch and Range (1920)
- Call of the West (1920)
- The Moon Riders, regia di B. Reeves Eason e Theodore Wharton (1920)
- The Show Down, regia di William James Craft (1921)
- The Fightin' Actor, regia di William James Craft  (1921)
- The White Horseman, regia di Ford Beebe, J.P. McGowan e Albert Russell  (1921)
- The Cowpuncher's Comeback, regia di Edward Laemmle  (1921)
- The Call of the Blood, regia di Edward Laemmle  (1921)
- Winners of the West, regia di Edward Laemmle  (1921)
- Fair Fighting
- A Race for a Father
- The Ranger's Reward, regia di Edward Laemmle  (1922)
- Matching Wits
- Go Get 'em Gates
- Ridin' Through
- Unmasked, regia di Nat Ross (1922)
- Dead Game, regia di Edward Laemmle e Nat Ross (1922)
- Come Clean, regia di Robert N. Bradbury (1922)
- Tracked Down, regia di Nat Ross (1922)
- The Gypsy Trail, regia di Hugh Hoffman (1922)
- In the Days of Buffalo Bill serial di Edward Laemmle (1922)
- The Oregon Trail serial in 18 episodi di Edward Laemmle (1923)
- Fighting for Justice, regia di Walter De Courcy (1924)
- Looped for Life, regia di Park Frame (1924)
- Three in Exile
- The Circus Cyclone
- The Wild Girl, regia di Billy Bletcher (1925)
- The Silent Guardian
- Pals, regia di John P. McCarthy (1925)
- The Call of Courage
- Western Pluck
- Sky High Corral
- Rustlers' Ranch
- The Set-Up, regia di Clifford Smith (1926)
- The Scrappin' Kid
- The Terror, regia di Clifford Smith (1926)
- The Ridin' Rascal
- The Man from the West, regia di Albert S. Rogell (1926)
- Fulmine pigro (Lazy Lightning)
- Loco Luck
- Set Free, regia di Arthur Rosson (1927)
- Pugni saldi (Hard Fists)
- The Western Rover, regia di Albert S. Rogell (1927)
- Spurs and Saddles
- Two-Gun O'Brien
- His Last Battle
- Flashing Spurs, regia di Horace B. Carpenter (1929)
- The White Outlaw
- Bullets and Justice
- The Arizona Kid, regia di Horace B. Carpenter (1929)
- An Oklahoma Cowboy
- Wyoming Tornado
- Fighters of the Saddle
- Texas Battler
- Trailin' Trouble